# Ahmed Radhi
Ahmed Radhi (احمد راضي عماش) est un footballeur irakien jouant au poste d'attaquant, né le 21 mars 1964 à Samarra en Irak et mort le 21 juin 2020 à Bagdad.

## Biographie
International irakien de 1983 à 1997 à soixante-treize reprises pour quarante-deux buts, Ahmed Radhi est connu pour être actuellement le seul buteur irakien en Coupe du monde de football, c'était en 1986, au Mexique, contre la Belgique lors du deuxième match, à la 59e minute de jeu.
Il est le récompensé par le titre de Footballeur asiatique de l'année en 1988.
Il est le meilleur buteur du Championnat d'Irak de football en 1986 avec Al-Rasheed Sports Club et 1991 avec Al Zawra Bagdad. Il est aussi lors de la saison 1993-1994, le meilleur buteur du Championnat du Qatar de football, avec 32 buts.
Il est à partir de 2007 un homme politique irakien.
Il meurt le 21 juin 2020 de complications liées au Covid-19.

## Carrière
- 1982-1985 :  Al Zawra Bagdad
- 1985-1989 :  Al-Rasheed Sports Club
- 1989-1993 :  Al Zawra Bagdad
- 1993-1994 :  Al-Wakrah Sports Club
- 1997-1999 :  Al Zawra Bagdad

## Palmarès

### Clubs
Al-Rasheed Sports Club
- Championnat d'Irak (3) : 1987, 1988, 1989
- Coupe d'Irak (2) : 1987, 1988
- Coupe arabe des clubs champions (3) : 1985, 1986, 1987

 Al Zawra Bagdad
- Championnat d'Irak (2) : 1991, 1999
- Coupe d'Irak (4) : 1991, 1993, 1998, 1999

### International
- Jeux asiatiques (1): 1982
- Coupe du Golfe (2) : 1984, 1988
- Jeux panarabes (1) : 1985
- Coupe arabe des nations (1) : 1988

### Distinctions individuelles
- Footballeur asiatique de l'année 1988
- Meilleur buteur de la Coupe arabe des nations en 1988
- Meilleur buteur du Championnat d'Irak en 1986 et 1992
- Meilleur buteur du Championnat du Qatar
- Classé 9e joueur asiatique du XXe siècle par l'IFFHS[2]